# Preity Zinta

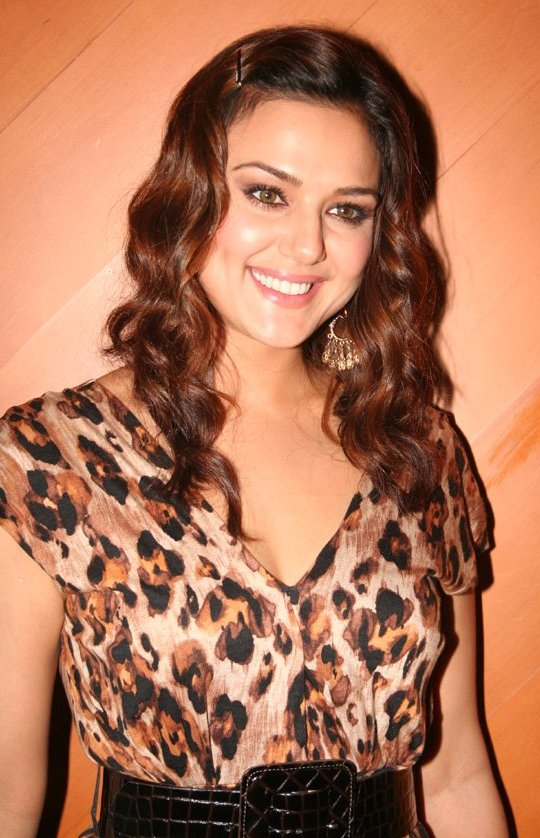
Preity Zinta, 2006

Preity Zinta (Hindi, प्रीति ज़िंटा, Prīti Zinṭā, * 31. Januar 1975 in Shimla, Himachal Pradesh) ist eine indische Filmschauspielerin und ein Model.

## Leben
Als sie 13 Jahre alt war, kam ihr Vater bei einem Autounfall ums Leben, ihre Mutter wurde so schwer verletzt, dass sie zwei Jahre bettlägerig war.
Am 29. Februar 2016 heiratete Zinta ihren langjährigen amerikanischen Partner Gene Goodenough bei einer privaten Zeremonie in Los Angeles. Goodenough ist Senior Vice President für Finanzen bei NLine Energy, einem US-amerikanischen Wasserkraftunternehmen. Zinta zog nach der Heirat nach Los Angeles. Sie besucht Indien regelmäßig. Im Jahr 2021 wurden sie und ihr Mann durch Leihmutterschaft Eltern von Zwillingen, einem Jungen und einem Mädchen.

### Karriere
Sie begann ihre Karriere im Rampenlicht als Werbemodel für „Lyril“-Seife und „Perk“-Schokolade. Mitte der 1990er Jahre sprach sie bei dem Filmregisseur Shekhar Kapur vor, der sie sofort für eine Hauptrolle in Erwägung zog. Das geplante Projekt wurde jedoch nie realisiert, da Kapur zu der Zeit bereits an seinem Film Elizabeth arbeitete und sich stärker dem internationalen Filmgeschäft zuwandte.
Ihren ersten und sicherlich wichtigsten Auftritt auf der Kinoleinwand erlebte Preity Zinta 1998 in Mani Ratnams Von ganzem Herzen, der ihr im selben Jahr direkt den „Best Newcomer Award“ einbrachte. Dieser Erfolg wurde mit einigen guten Rollenangeboten belohnt. Seither spielte sie unter anderem im Terroristenfilm Mission Kashmir, in der „Pretty Woman“-Abwandlung Chori Chori Chupke Chupke, im modernen Drama Dil Chahta Hai und in Indiens erstem Science-Fiction-Film Sternenkind – Koi Mil Gaya mit, die allesamt zu Kassenschlagern wurden.
Mit Lebe und denke nicht an morgen (Kal Ho Naa Ho) landete sie einen besonderen Glückstreffer: Ursprünglich vorgesehen für die Rolle der Naina war ihre Kollegin Kareena Kapoor, die bereits in In guten wie in schweren Tagen als verwöhnte Schwester „Poo“ zu sehen war. Als die Produzenten jedoch nicht auf Kapoors Gehaltsforderung eingehen wollten, zog sie sich aus dem Projekt zurück. Preity Zinta übernahm dankend und gewann sogleich den Filmfare Award als beste Hauptdarstellerin für ihre Rolle in Lebe und denke nicht an morgen.
Ihre Rolle als Ishqk in Ishqk in Paris, der in der Zusammenarbeit mit einer französischen Firma entstanden ist, kam nicht gut bei den Kritikern und Zuschauern an.
Preity Zinta ist auch in vielen Ländern der Welt auf der Welttournee Temptations 2004 aufgetreten.
2004 ist sie zweimal knapp dem Tode entronnen. Einmal bei der Temptationstour in Colombo, Sri Lanka, als sich eine Explosion ereignete. Das zweite Mal während des Tsunamis im Indischen Ozean.
2006 trat sie mit Kajol bei der Fashionshow „Freedom“ des indischen Designers Manish Malhotra auf.

## Filmografie
- 1998: Premante Idera
- 1998: Soldier
- 1998: Von ganzem Herzen (Dil Se)
- 1999: Dillagi
- 1999: Kya Kehna
- 1999: Raja Kumarudu
- 1999: Sangharsh
- 2000: Har Dil Jo Pyar Karega...
- 2000: Mission Kashmir – Der blutige Weg der Freiheit
- 2001: Chori Chori Chupke Chupke
- 2001: Dil Chahta Hai
- 2001: Dulhan Dilwale Ki
- 2001: Farz
- 2001: Yeh Raaste Hain Pyaar Ke
- 2002: Dil Hai Tumhaara
- 2003: Armaan
- 2003: Lebe und denke nicht an morgen (Kal Ho Naa Ho)
- 2003: Sternenkind – Koi Mil Gaya
- 2003: The Hero: Love Story of a Spy
- 2004: Dil Ne Jise Apna Kaha – Was das Herz sein Eigen nennt (Dil Ne Jise Apna Kahaa)
- 2004: Mut zur Entscheidung – Lakshya (Lakshya)
- 2004: Veer und Zaara – Die Legende einer Liebe
- 2005: Khullam Khulla Pyaar Karen
- 2005: Hochzeit – Nein danke! (Salaam Namaste)
- 2006: Kabhi Alvida Naa Kehna – Bis dass das Glück uns scheidet (Kabhi Alvida Naa Kehna)
- 2006: Alag (Gastauftritt im Lied Sabse Alag)
- 2006: Jaan-E-Mann
- 2007: Jhoom Barabar Jhoom
- 2007: Om Shanti Om (Gastauftritt im Lied Deewangi Deewangi)
- 2007: The Last Lear
- 2008: Heaven on Earth
- 2008: Heroes
- 2008: Ein göttliches Paar (Rab Ne Bana Di Jodi) (Gastauftritt im Song Phir Milenge Chalte Chalte)
- 2009: Main Aur Mrs. Khanna (Gastauftritt)
- 2009: Har Pall
- 2012: Ishkq in Paris
- 2014: Happy Ending (Gastauftritt)

## Auszeichnungen
- 1998, Filmfare Award/Bestes Debüt, Von ganzem Herzen
- 1998, Filmfare Award/Lux New Face, Von ganzem Herzen
- 1998, Zee Cine Award, Best Female Debut, Von ganzem Herzen
- 1998, Star Screen Award Most Promising Newcomer – Female, Soldier
- 2003, Asian Guild Award, Best Actress, Sternenkind – Koi Mil Gaya
- 2003, Chhoton Ka Funda Award, Sternenkind – Koi Mil Gaya
- 2003, Filmfare Award/Beste Hauptdarstellerin, Lebe und denke nicht an morgen
- 2003, IIFA Award/Beste Hauptdarstellerin, Lebe und denke nicht an morgen
- 2003, Sansui Award, Best Actress, Lebe und denke nicht an morgen
- 2003, Stardust Award, Best Actress, Lebe und denke nicht an morgen
- 2003, Zee Cine Queen Of Hearts Award
- 2003, Zee Cine Award, Superstar of the Year, Lebe und denke nicht an morgen
- 2004, Screen Award, „Jodi No 1“ (Shah Rukh Khan and Preity Zinta), Veer und Zaara – Die Legende einer Liebe
- 2004, Stardust Award, Best Actress of the Year, Veer und Zaara – Die Legende einer Liebe
- 2005, IIFA Style Diva Award
- 2006, IIFA Idea Glamourous Star Award
- 2009, Filmfare Award/Beste Hauptdarstellerin, Heaven on Earth
- 2009, Filmfare Award/Beste Nebendarstellerin, Heroes